# Malva columbretensis
Malva columbretensis är en malvaväxtart som först beskrevs av Juan och M.B.Crespo, och fick sitt nu gällande namn av Juan och M.B.Crespo. Malva columbretensis ingår i Malvasläktet som ingår i familjen malvaväxter. Inga underarter finns listade i Catalogue of Life.